# Requiem en do majeur (Gounod)
Le Requiem en do majeur (CG80) est un requiem composé par le compositeur français Charles Gounod à partir de 1891 jusqu'à sa mort. Il s'agit non seulement de sa dernière messe de requiem mais aussi de sa dernière œuvre.

## Historique

### Motif de composition
Avant que Charles Gounod ne parachève cette œuvre, trois messes de Requiem furent composées par le compositeur, qui était l'un des rares musiciens du XIXe siècle à écrire de nombreuses messes en polyphonie. Le 29 janvier 1889, un de ses petits-fils, Maurice Gounod, mourut à l'âge de quatre ans, à la suite d'une maladie infectieuse. À cause des querelles de famille, son enterrement eut lieu dans un cercle familial très limité, ce qui attrista Gounod. La perte était telle qu'à partir de cet événement, le compositeur commença à concevoir une nouvelle messe des défunts.

### Premier achèvement
On ne sait pas quand Gounod prit la plume pour cette œuvre. La première date précisée se trouve dans un catalogue des enchères de l'Hôtel Drouot contenant le manuscrit autographe du Requiem, dans lequel Gounod a noté : « fin 22 mars 1891. Jour des Rameaux ». Cette partition autographe en version pour orchestre y fut présentée le 2 décembre 1993,.

### Remaniements sans arrêt
En admettant qu'il ait composé cette œuvre « À la mémoire de mon Petit-Fils Maurice Gounod », elle fut finalement dédiée à la Société des concerts du Conservatoire de Paris. Dans une lettre datée du 21 février 1893 et destinée aux membres du comité, il précisait : « Je viens [de] demander à la Société des concerts si elle veut bien me faire l'honneur non pas de faire entendre, il serait trop tard cette année, mais d'en accepter la dédicace et de l'exécuter l'an prochain, que je sois ou non de ce monde,. » Vraiment, Gounod sentait que la fin de sa vie approchait. C'est la raison pour laquelle au début, « Messieurs, » écrivit-il, « je viens de mettre la dernière main à une messe de Requiem, ma dernière œuvre sans doute. » C'est avec cette lettre que la partition autographe fut expédiée à l'association.

### Chant du cygne de Charles Gounod

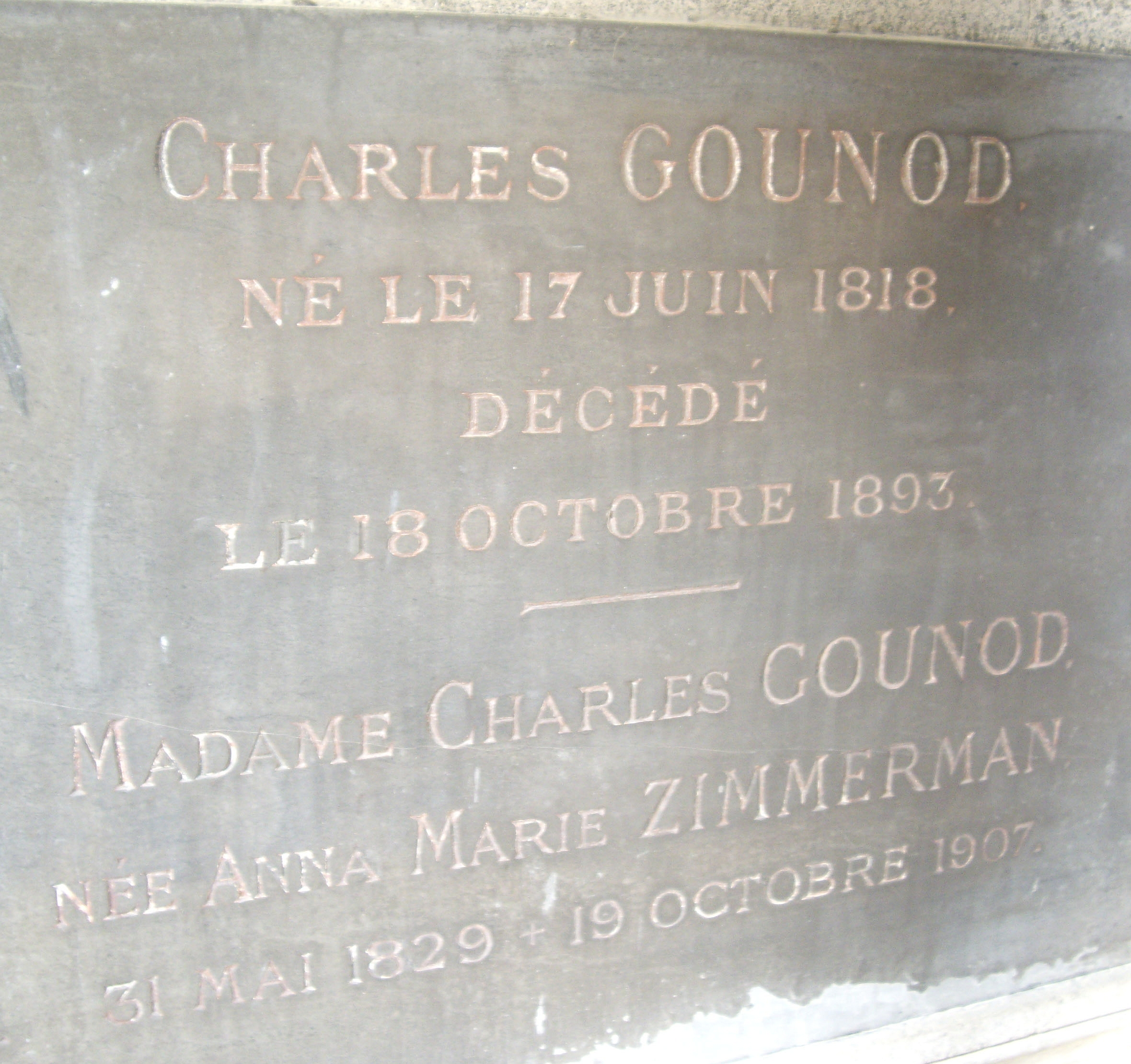
Le Requiem en do majeur fut parachevé en octobre 1893, juste avant sa mort, en tant que chant du cygne de Charles Gounod.

Auparavant, cette œuvre, posthume, était considérée comme composition achevée en 1891. Or, récemment, une note fut découverte dans les archives de la Bibliothèque nationale de France. Il s'agit de celle d'une partition de ce requiem, utilisée en 1943 en faveur du concert mémorial, au moment du 50e anniversaire de la mort du compositeur.
En fait, Charles Gounod a remanié cette messe de requiem jusqu'à son décès,. En octobre 1893, Henri Büsser, son disciple fidèle, fut prié de venir le revoir, de sorte que soit remise la partition du Requiem dont l'instrumentation avait été définitivement terminée. Büsser fut chargé de faire une réduction pour orgue. Le 15 octobre, le compositeur, jouant le piano, et sa fille Jeanne de Lassus († 1946) chantèrent l'œuvre, devant Büsser. À peine avait-il quitté la maison que Charles Gounod subit un accident vasculaire cérébral qui causera son décès trois jours plus tard.

« Charles Gounod m'a chanté et joué ce Requiem le 15 octobre 1893 quelques instants avant d'être frappé par l'attaque d'apoplexie qui l'a ravi à notre affection.
Henri Büsser / 1943 (signature) »

— Manuscrit bibliothèque nationale de France Vma.3328, p. 112

### Premières représentations

#### Par la Société des concerts du Conservatoire
Cette Messe de requiem fut créée, selon l'intention du défunt, au Conservatoire de Paris l'année suivante. Il s'agissait de deux exécutions dans le cadre du Concert spirituel pendant la Semaine sainte. En raison de la nature de l'œuvre, les dates avaient soigneusement été choisies : les Vendredi saint 23 et Samedi saint 24 mars 1894. Paul Taffanel dirigea cette exécution. Henri Büsser, qui résidait à la Ville éternelle comme lauréat du prix de Rome, avait été rappelé par Taffanel qui avait besoin de ses conseils pour la représentation. Deux cantatrices chantèrent les voix de soprano et d'alto.
Or, cette création n'attira guère l'attention des Parisiens. La veille, les journaux parlaient des représentations de Richard Wagner, d'Edvard Grieg, notamment la première représentation deTristan et Iseult en français. Quoi qu'il en soit, la création eut lieu dans la solennité, en rendant hommage au compositeur.

#### À l'église de la Madeleine de Paris en grande pompe
Ces représentations furent suivies d'une autre qui était plus importante. C'était la messe d'anniversaire, ou "du bout de l'an", de Charles Gounod, célébrée à l'église de la Madeleine de Paris le 17 octobre 1894. Il ne s'agissait pas d'un concert spirituel, mais d'une véritable commémoration religieuse, effectuée en grande pompe, car on compta 120 choristes et instrumentistes. Comme les voix de femmes n'étaient pas encore autorisées dans les célébrations catholiques, 30 enfants de chœur environ chantèrent la partie de soprano. Parmi eux, deux enfants chantèrent les soli de soprano. Des membres masculins de l'Opéra national de Paris, de l'Opéra-comique et des musiciens du Conservatoire de Paris participèrent également pour renforcer toutes les autres voix. La Messe de requiem en do majeur fut dirigée, bien entendu, par le chef de chœur de la Madeleine, Gabriel Fauré,. Avec ces conditions, l'exécution n'était pas convenable. Théodore Dubois, quant à lui, avait été chargé de jouer l'orgue.
Quelle que soit la qualité de l'exécution, ce jour-là il s'agissait d'un grand événement de Paris. Une fois la date fixée, Giuseppe Verdi et son ami Ambroise Thomas avaient décidé de participer à cette célébration. Or en octobre, le président de la République française avait prié Verdi à déjeuner à midi de ce même jour. La dévotion du compositeur italien avait finalement fait repousser au lendemain cette honorable invitation de repas. Et grâce aux indications rapportées par Verdi, au commencement du Dies iræ, l'église accueillit le ministre de l'Instruction publique Georges Leygues et le sous-secrétaire d'État Henry Roujon en tant que représentants de l'État.
Le journal Le Gaulois présenta, le lendemain, la longue liste des personnalités qui avaient assisté à la messe : presque tous les curés de Paris, Alexandre Dumas (fils), Jules Barbier, Camille Doucet, Louis Gallet, Charles Lecocq, Fernand de Schickler, Carolus-Duran, Raoul Madier de Montjau, Francisque Delmas, Tony Robert-Fleury, William Bouguereau, Édouard Detaille, Louis-Ernest Barrias, Pierre Puvis de Chavannes, Victorin de Joncières, Pedro Gailhard, Eugène Bertrand, Léon Carvalho, Gaston Bérardi, Albert Cahen, Camille Bellaigue, Eugène Ritt, Jean-Baptiste Weckerlin, Maurice Paléologue, Arthur Meyer, Guillaume Dubufe ...

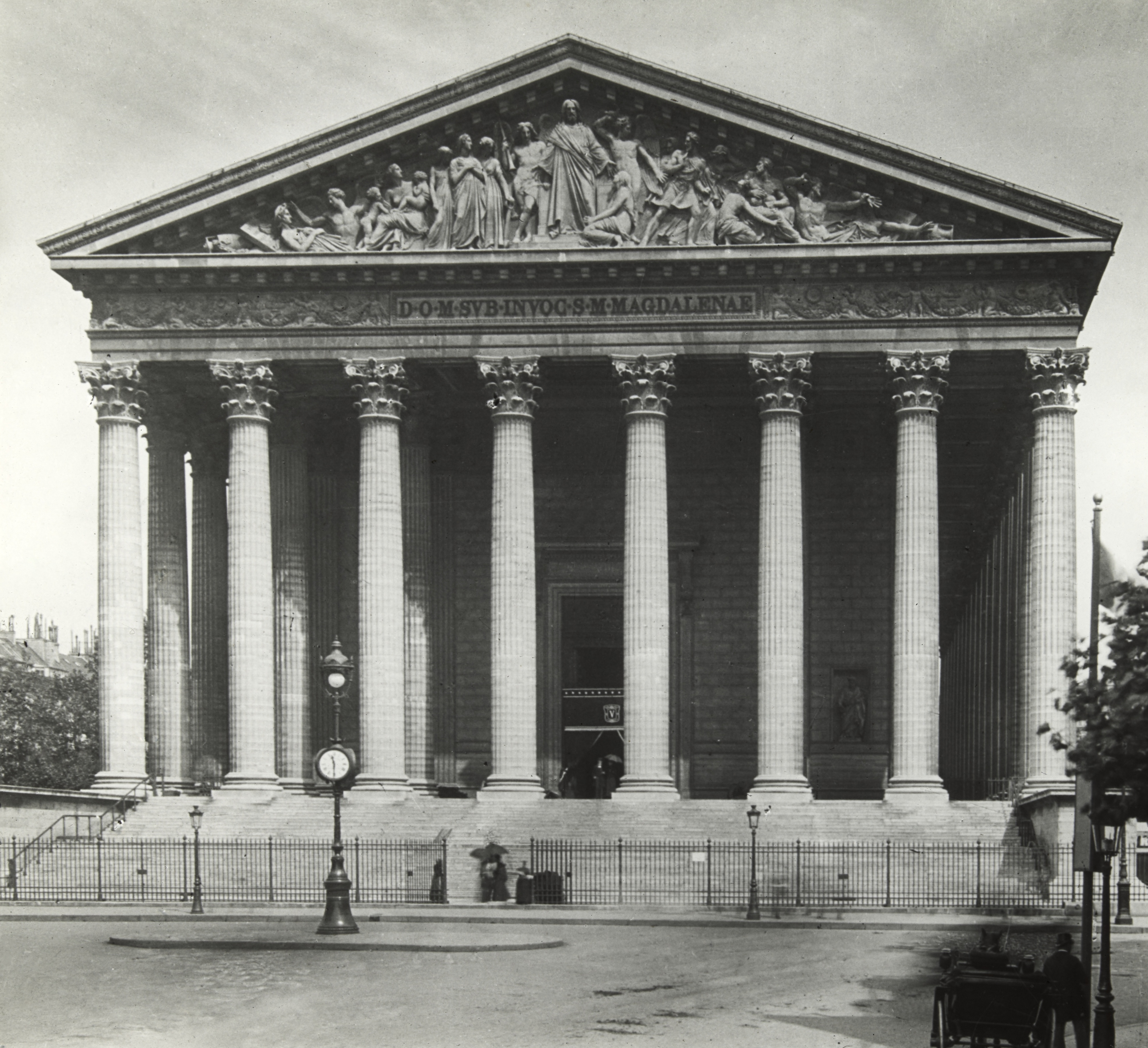
Église de la Madeleine à l'époque où Charles Gounod mourut (vers 1900).

Il est à noter que, parmi les nombreuses églises parisiennes, celle de la Madeleine a une particularité, car elle a célébré des obsèques nationales pour deux musiciens distingués. En France, c'est rare. D'une part, il s'agit de celles de Charles Gounod, décrétées par le gouvernement le 21 octobre 1893 et célébrées le 27 octobre. D'après la volonté du défunt, la messe de Requiem a été chantée en grégorien. Le chœur a été dirigé par Gabriel Fauré. D'autre part, les deuxièmes obsèques nationales ont été celles de ce dernier, avec sa propre Messe de Requiem. La célébration y eut lieu le 8 novembre 1924.

#### Lettre de Gabriel Fauré écrite après la messe "du bout de l'an" et expédiée à Anna Gounod, veuve de Gounod (octobre 1894)
« Combien ces souvenirs me sont précieux, chère Madame, et combien m'est précieuse la bonté si grande, si généreuse et si indulgente que vous me témoignez ! Mais quel regret que des éléments de qualité trop différentes m'aient privé d'atteindre la perfection que j'aurais souhaitée, que j'entends dans ma tête et dans mon cœur mais que je ne puis, hélas obtenir ! J'ai vécu avec bonheur dans cette œuvre si belle et j'y ai encore beaucoup appris. C'est donc moi qui vous dois des remerciements toujours et je vous prie de vouloir bien les accepter avec l'expression de mon affection bien respectueuse et reconnaissance. »

### Postérité
Le 18 octobre 1943 a été célébré le 50e anniversaire de la disparition de Gounod. À l'église de la Madeleine, eut lieu un concert officiel en hommage au disparu, sous la direction d'Henri Büsser (1872-1973, qui avait déjà participé aux trois exécutions de 1894 !) qui dirigea l'Orchestre national (futur Orchestre philharmonique de Radio France). Selon les renseignements de l'Institut national de l'audiovisuel et de Radio France, ce concert du Requiem en do majeur fut directement diffusé par la radio.
Or, devant la popularité du Requiem de Gabriel Fauré, qui connut de nombreux concerts, enregistrements et publications de sa partition, cette œuvre posthume de Gounod tomba dans l'oubli.
C'est en 1978 que Joachim Havard de la Montagne, maître de chapelle de l'église de la Madeleine, fit paraître le premier enregistrement de l'œuvre de son ancien prédécesseur. Encore fallut-il attendre les années 1990 pour que d'autres musiciens contribuent à redécouvrir ce chef-d'œuvre.
L'année 2018 a été celle du 200e anniversaire de la naissance de Gounod. Le 12 juin à la Madeleine, Francis Bardot dirigea le Requiem avec un grand chœur, composé de son chœur d'enfants d'Île-de-France et de plusieurs chorales américaines.

## Versions

### Version originale
Charles Gounod ne composa que la version pour 4 solistes, chœur à 4 voix, orgue et orchestre.

### Transcriptions confiées à Henri Büsser
D'après la volonté du compositeur, Henri Büsser fut chargé d'effectuer une transcription pour orgue seul. Cet élève de Gounod acheva finalement trois versions, basées sur la version originale :
1. (édition A) chœur à 4 voix, 4 solistes (SATB) et piano
2. (édition B) chœur à 4 voix, 4 solistes (SATB) et orgue
3. (édition C) 2 voix égales et orgue ou grande orgue

C'est en 1895 que ces transcriptions de Büsser furent publiées chez Choudens à Paris.
- version pour piano : éditions Choudens 1895 [partition en ligne (exemplaire de la bibliothèque nationale de France)]

## Structure
Si l'œuvre garde par essence le texte de la messe de requiem catholique, selon la foi du compositeur, on compte quelques particularités. Malgré sa longue élaboration de l’œuvre, Gounod n'avait pas eu l'intention de compléter le texte liturgique. Tout comme celui de Gabriel Fauré, le Pie Jesu est chanté lors de l'élévation. Il s'agit d'une tradition en France depuis le Requiem des rois de France d'Eustache Du Caurroy. Au contraire, dans cette messe manquent le Graduale "Requiem æternam" et l'Offertorium "Domine Jesu Christe rex gloriæ".
1. Introït et Kyrie
- Introït (chœur)
- Kyrie (chœur)
2. Séquence
- Dies iræ (chœur)
- Liber scriptus (chœur)
- Quid sum miser (ténor et basse en soli)
- Rex tremendæ majestatis (chœur)
- Recordare (soprano solo et chœur)
- Quærens me (soprano, contralto, ténor et basse en soli)
- Juste judex (chœur)
- Lacrimosa (chœur)
3. Sanctus (chœur)
4. Benedictus (soprano et ténor en soli ainsi que chœur)
5. Pie Jesu (soprano, contralto, ténor et basse en soli ainsi que chœur)
6. Agnus Dei et Communion
- Agnus Dei (chœur)
- Communion (chœur)

N. B. I
Les mouvements conçus par Charles Gounod étaient en fait au nombre de cinq et non pas de six. D'après les éditions de 1895, le titre Pie Jesu était suivi de ce mot : « Variante pour l'ÉLÉVATION au lieu de BENEDICTUS »,. L'exécution en six mouvements est cependant possible pour un concert.
N. B. II
Le manque de l’Offertorium peut être expliqué par plusieurs compositions de divers Offertorium pour orgue, réalisées dans les années 1870. Cette façon de procéder, soit avec une pièce solennelle d'orgue, était officiellement autorisée par le cérémonial de Clément VIII (1600), en raison de la longue durée de l'offertoire. D'ailleurs, dans la Messe solennelle de sainte Cécile, l'offertoire est une pièce instrumentale, jouée par l'orchestre.

## Orchestration
La version originale, telle que composée par Charles Gounod, est constituée ainsi : selon le goût de l'époque, il s'agit d'un grand orchestre qui accompagne les voix. Cette orchestration se caractérise notamment par le recours à de nombreux instruments à vent. Or, ce type d'instrumentation dans le domaine de la musique sacrée se trouve dans des œuvres de Giovanni Gabrieli (instruments à vent, à cordes et à percussion avec les voix et l'orgue), et, au XIXe siècle, d'Anton Bruckner. L'utilisation de la harpe qui donne une douceur aimable est très particulière pour un requiem. Dans cette œuvre, l'orgue possède un rôle très important, comme assise de l'édifice sonore.
- Voix
  - Solistes
    - soprano
    - contralto
    - ténor
    - basse

  - Chœur à 4 voix
    - dessus I (= soprano)
    - dessus II (= alto)
    - ténors
    - basses
- Instruments
  - Instruments à vent
    - flûtes I et II
    - hautbois I et II
    - cor anglais
    - clarinettes I et II
    - bassons I et II
    - contrebasson
    - cors en fa (I et II) et en ut (III et IV)
    - trompettes en ut I et II
    - trombones I, II et III
    - tuba

  - Instruments à cordes
    - violons I et II
    - altos
    - violoncelles
    - contrebasses

  - Instruments de percussion
    - timbales
    - cymbales
    - grosse caisse

  - D'autres instruments
    - harpe
    - orgue

## Caractéristique

### Messe de l'art sacré
Cette œuvre fut composée à la fin du XIXe siècle en France, et avant que la réforme liturgique catholique ne soit inaugurée par le pape Pie X en 1903, avec son motu proprio "Inter pastoralis officii sollicitudines". Après cette date, la musique sacrée catholique devait respecter la réforme du Saint-Père.
D'où le fait que, s'il s'agit d'une réflexion profonde de Gounod sur la vie et la mort, composée quelques années après la création de l'oratorio Mors et vita, cette Messe de requiem n'est pas strictement liturgique. D'après Joël-Marie Fauquet, l'œuvre reste même théâtrale. Pourtant, avec une simplicité des éléments polyphoniques et mélodiques, l'œuvre présente une spiritualité assez élevée. En effet, le compositeur s'est exprimé, en été 1893 et avant son décès, sur les deux sortes de musique dans l'Église. Il distinguait le chant impersonnel à l'unisson, prière chantée de tous les hommes (à savoir le chant grégorien que Pie X officialisera), de l'idiome de l'individu en tant qu'art sacré. Cette œuvre, accompagnée d'un grand orchestre, était donc conçue avec une pensée personnelle et libre, à la suite de la mort de son petit-fils. Il ne voulait pas que cette messe soit exécutée pour ses obsèques, mais ce fut vriament le chant impersonnel à l'unisson, la messe de défunt en grégorien, que Gabriel Fauré dirigea selon son testament.

### Dans la tradition française
Contemporain du Requiem de Fauré (1888), celui-ci fut composé dans la tradition française du requiem. Dans le domaine de la musique sacrée aussi, il existait une sorte de gallicanisme: avec le Benedictus ou le Pie Jesu pour l'élévation, par exemple, et il manque la composition de l’Offertoire. L'Introït est suivi directement du Kyrie comme dans le Requiem de Fauré. De même, la Communion succède à l’Agnus Dei sans interruption.
Certes, à la différence de Fauré, Gounod reprit la séquence Dies iræ. Toutefois, on y trouve une atmosphère chargée d'espoir, laquelle domine dans cette pièce, invoquant la miséricorde et la justice du juge divin,. À la fin, le compositeur mourant ajouta le mot sempiternam (éternel), avant que la pièce ne se termine avec une conclusion paisible de l'orchestre.
Cet ajout symbolise, comme dans l'œuvre de Fauré, la pensée de Gounod : la mort, c'est surtout le repos paisible dans l'Éternité. Barbara Grossmann considère que ce Requiem de Gounod est proche de la conception de Fauré.

### Modernité et nouveauté
En l'écrivant à la fin du XIXe siècle, Gounod, compositeur réputé, put donner quelques caractéristiques nouvelles et contemporaines. Son mode en do majeur n'est pas habituel pour un requiem. Ce début, un Kyrie particulièrement heureux, a toutefois été inspiré par le Requiem en do mineur de Luigi Cherubini, une référence absolue pour tous les compositeurs du XIXe siècle.
D'ailleurs, cette messe des défunts se caractérise par sa composition fortement chromatique. Le premier texte Requiem æternam dona eis Domine, au début, n'est autre qu'un élan ascendant chromatique. Le Dies iræ suit, tout naturellement, en un chromatisme très expressif qui se trouve dans Oro supplex. La première partie du Pie Jesu reste entièrement chromatique. Il ne s'agit pas de l'influence de Richard Wagner. Mais selon Joël-Marie Fauquet, il est évident que cette œuvre a été inspirée par des compositions religieuses de Franz Liszt, par exemple, tant le Requiem (S12), publié à Paris en 1869, que le Stabat Mater de l'oratorio Christus (S3). Telle était la tendance à la veille du motu proprio de saint Pie X.
Il reste encore quelques caractéristiques spéciales : l'usage de la harpe et la composition particulière du Sanctus. Notamment, Gounod fit jouer la harpe même dans le Dies iræ, laquelle manifeste la grâce de la miséricorde divine et l'espérance. Ce n'est pas par hasard que le compositeur attribua cet instrument aux mots Recordare, Jesu pie et Pie Jesu Domine. Et il est préférable que le Recordare pour la voix de soprano solo soit chanté par un enfant de chœur, puisque cette messe fut créée à la suite du décès d'un garçon. Le Sanctus, « baigné de la lumière des élus », est une pièce particulière et très courte de ce requiem (en 31 mesures). Simplement, l'orgue seul accompagne les voix. Les autres instruments ne jouent qu'au début et à la fin. En effet, le texte du Sanctus n'est autre que le dialogue des séraphins, ce que le Livre d'Isaïe VI 1 - 7 présente.

## Partition

### Premières publications
Le droit d'auteur de cette œuvre posthume fut établi en 1895 chez Choudens, maison d'édition parisienne. Henri Büsser était l'auteur de ses réductions. Si ces trois éditions, dites A, B et C selon la maison Choudens, étaient bien diffusées dans l'optique de faciliter une approche de l'œuvre, il s'agit là de transcriptions de Büsser, que le défunt n'a plus pu consulter (voir aussi section Versions).
En ce qui concerne la partition de la version d'orchestre, composée par Charles Gounod lui-même, la première publication fut effectuée chez Choudens, et sans doute dans la même année 1895, selon la musicologue Barbara Grossmann (2011). Cette partition manque en effet de date de publication,. Il est très difficile de retrouver cette édition sur le marché des occasions tandis que la Bibliothèque nationale de France en conserve un exemplaire. Ce manuscrit Vma 3328 fut utilisé en 1943 par Henri Büsser, lors du 50e anniversaire du compositeur, avant que la Bibliothèque nationale de France ne l'accueille. Cela suggère qu'il s'agirait de l'exemplaire personnel que Büsser gardait depuis la publication.

### Éditions critiques
En admettant qu'Henri Büsser fût vraiment fidèle à son maître, Barbara Grossmann, rédactrice auprès de Carus-Verlag, considère que ses transcriptions ne satisfont plus les critères qui sont requis de nos jours. D'où, en souhaitant établir une édition critique, les éditions Carus sortirent en 2011 une nouvelle édition, basée sur la version pour orchestre qui était entièrement de la main du compositeur. Cette nouvelle rédaction, effectuée en collaboration étroite avec la Bibliothèque nationale de France, compte trois éditions, celle pour orchestre, celle pour piano et celle pour orgue. L'idée est identique à celle de Gounod et de Büsser, mais « sous une forme modernisée ».

## Discographie
- 1978 : interprété par Joachim Havard de la Montagne, Claude Saneva / Eliane Durand / Françoise Laurent (soprano), Nadine Ruthembourg (alto), Michel Martin (ténor), Michel Marret (basse), Elisabeth Havard de la Montagne (orgue), Jacqueline Bender (harpe), Chœur et Ensemble instrumental de la Madeleine, Arion ARN38443[4]
— Grand prix national du disque lyrique
— Grand prix Jacques Ibert
- 1993 : interprété par André Charlet, Eva Buffoni (soprano), Irène Friedli (alto), Rubén Amoretti (ténor), Alain Clément (basse), François Margot (orgue), Christine Fleischmann (harpe), Chœur de chambre Romand, Quatuor Sine Nomine, Claves Records CD50-9326
- 1996 : interprété par Francis Bardot, Gilles Vitale (ténor), Hubert Dény (basse), Pascale Mélis (orgue), Maîtrise des Hauts-de-Seine, Chœur d'enfants de l'opéra national de Paris, Orchestre Bernard Thomas, Forlane FOR16759
- 2007 : interprété par Bernard Lallement, Huang (soprano), Dala Durimel (alto), Pierre Vaello (ténor), Bruno Dubois (basse), Georges Bessonnet (orgue), Sandrine Pourailly (harpe), Chorale Franco-Allemande de Paris, Quintette à cordes de Versailles, BNL Records BNL112947
- 2011 : interprété par Michel Corboz, Charlotte Müller-Perrier (soprano), Valérie Bonnard (alto), Christoph Einhorn (ténor), Christian Immler (basse), Ensemble vocal de Lausanne, Ensemble instrumental de Lausanne, Mirare MIR129
- 2014 : interprété par Risto Joost, Anne Bretschneider (soprano), Christine Lichtenberg (alto), Holger Marks (ténor), Georg Witt (basse), Rundfunkchor Berlin, Polyphonia Ensemble Berlin, Carus-Verlag Carus83.386